# Barrio parque El Cazador
El Cazador es un barrio bonaerense ubicado en el noroeste de la ciudad de Belén de Escobar, Provincia de Buenos Aires, Argentina. 
No se sabe con exactitud el día de su nacimiento como barrio, ya que nunca se investigó oficialmente sobre sus orígenes.

## Leyenda y evolución del barrio
Nunca se han investigado los orígenes del nombre del barrio pero existe una leyenda muy antigua y muy conocida en estas zonas, que según relatan cerca del año 1875 un extraño hombre descendió a la estación de Belen de Escobar, portando armas de fuego y se encaminó a este lugar que en esos entonces era simplemente un bosque deshabitado de personas.
Este lugar paso a ser su hogar y allí vivió varios años, sustentado de la caza y la pesca. 
Intencionalmente, este hombre estaba marcando el nombre de este barrio que conocemos hoy, ya que los pobladores de alrededores que vivían en la ciudad comenzaron a llamar este lugar Las tierras del cazador.
Años más tarde este hombre desapareció del lugar, sin dejar ningún rastro, dejando atrás una incógnita. Tanto que llegó a convertirse en una leyenda, y el nombre El Cazador quedó grabado en este lugar para siempre identificando a este barrio.
El extenso territorio donde se asienta el barrio fue una de las "suertes de sobras" que quedaron del reparto de las "suertes de estancias" hechas por el fundador de Buenos Aires Juan de Garay em 1580 sobre ambas márgenes del Río Luján. En 1626 esta suerte de sobras, que se conocía como Rincón del Luján, tuvo a don Diego Ruíz de Ocaña como primer propietario. Posteriormente fue conocido como Rincón de las Mulas, el Rincón de Riglos, el Rincón de Pesoa, para finalmente tomar la denominación de El Cazador.
El primer loteo y remate de estas tierras tuvo lugar el 3 de junio de 1946 en una franja sobre las barrancas a ambos lados de la actual calle San Martín (Ruta 25) y recién veinte años después dejó de ser zona rural cuando, el 18 de abril de 1966, mediante la Ordenanza 315/66 luego modificada por el Decreto Municipal 4428/69, fue reconocido como barrio parque por el municipio de Escobar.
A diferencia de otros loteos abiertos de la misma época que, por la oferta de barrios cerrados  con mejores condiciones de urbanización y seguridad, finalmente se integraron al ejido urbano o fueron abandonados, El Cazador creció con nuevos loteos y completó una urbanización que abarcó no solo la barranca sobre la cuenca del Río Luján, también las zonas aledañas, formando una zona apartada y muy diferenciada de Belén de Escobar. Esto solo fue posible por el esfuerzo de los primeros vecinos y los que los sucedieron que, al poco tiempo de instalados, sin asfalto y alejados de las zonas urbanas, sin energía eléctrica y cualquier otro tipo de servicio pero definitivamente  enamorados del lugar, entendieron que debían agruparse y formar asociaciones destinadas a obtenerlos. La Asociación Obras de Santa Teresita de El Cazador, aun vigente,  fue fundada en 1960 con el objetivo principal de construir la capilla y un centro médico asistencial; la Sociedad de Fomento de El Cazador fue formada en 1964 con fines urbanísticos y volcó todos sus esfuerzos para mantener las calles del barrio y preservar especialmente su carácter residencial. Fue la que gestionó y obtuvo en 1966 la conexión del barrio al sistema eléctrico e hizo posible el alumbrado público. También gestionó el dictado de la ya mencionada Ordenanza Municipal 315/66 y sus modificaciones que establecieron, entre otras cosas, tipos de edificación y uso de viviendas, zonas de radicación de comercios y sus actividades, limitaciones de convivencia y cuidado de la fauna y la riqueza vegetal de la zona. La Cámara de Comercio, Servicios y Industrias de Escobar convocó en 1985 a los vecinos de Escobar para financiar la ampliación de la central telefónica de la antigua ENTEL, lo que hizo posible que los adherentes de El Cazador también tuvieran teléfonos con un costo económico muy conveniente, un tesoro inalcanzable en esa época.
En la década del ochenta del siglo pasado la Sociedad de Fomento dio lugar al nacimiento de su sucesor, el Centro Urbanístico de El Cazador (CUDEC), que tomó a su cargo la concreción de diferentes obras con el aporte de los vecinos: la construcción, en el centro del barrio, de un edificio para albergar al destacamento policial, el mantenimiento de los espacios públicos y de las calles, la gestión y concreción del tendido de la red de gas natural, el dictado de la Ordenanza Municipal 2645/98 para actualizar la anterior 315/66 adaptándola al crecimiento del lugar.  
También hubo aportes individuales y privados que tuvieron notoria influencia en ese crecimiento, como la Hostería de El Cazador que durante varias décadas, con su excelente oferta gastronómica y su invalorable ubicación sobre las barrancas, fue un icono obligado para el turismo de cercanía. Más recientemente, desde el 2003, El Cazador cuenta también con el Periódico El Cazador, publicación impresa gratuita mensual.

## Geografía
El Cazador es un barrio parque y reserva con un paisaje agreste y natural, con calles arboladas. Actualmente el Barrio El Cazador es parte integrante de la zona de barrios cerrados y countries con mayor crecimiento en el norte de Buenos Aires. 
En la parte este del barrio se encuentra una gran barranca , llamada barranca del cazador, donde del otro lado se encuentran todos los countries.

## Clubes del barrio
- Club atlético Cazadores: Es un club de fútbol ubicado en la calle Paul Harris, el club no está afiliado a la Asociación del Fútbol Argentino, aunque a veces se juegan campeonatos regionales.

## Plazas del barrio
- Monumento a Florencio Molina Campos: Es la primera plaza del barrio ubicada justo en la entrada, donde se encuentra una estatua monumento al gaucho Florencio Molina Campos.

- Plaza de Manny: Es una plaza ubicada en la calle Kennedy, casi en el límite con Barrio Manny

- Plaza Japón: Es una plaza famosa en todo Belén de Escobar, que en ella se encuentra en la calle Lincoln y Miguel Cané. Su nombre se lo da una gran piedra ubicada en el medio de la plaza que fue traída desde suelo nipón.

- Rotonda del pino: Es un lugar que hasta hace poco solo era una rotonda común con un cedro muy antiguo ubicado en el medio; pero la municipalidad de Belén de Escobar la transformó en una plaza añadiéndole bancos y tachos de basura. A veces los vecinos del barrio se reúnen en esta plaza para hacer shows de canto y otras actividades.